# Cala Iris
Pour les articles homonymes, voir Cala.
Cala Iris est un village au nord du Maroc, dépendant de la commune rurale de el massnaoui dans la province d'Al Hoceïma. Il est situé à 50 km à l'ouest d'Al Hoceïma, sur la côte méditerranéenne. Il est connu pour sa plage paradisiaque avec ses petits îlots dont l'Île Cala Iris, son ancien camping municipal et son petit port de pêche. Cala iris est à la frontière du Rif occidental et du Rif central.

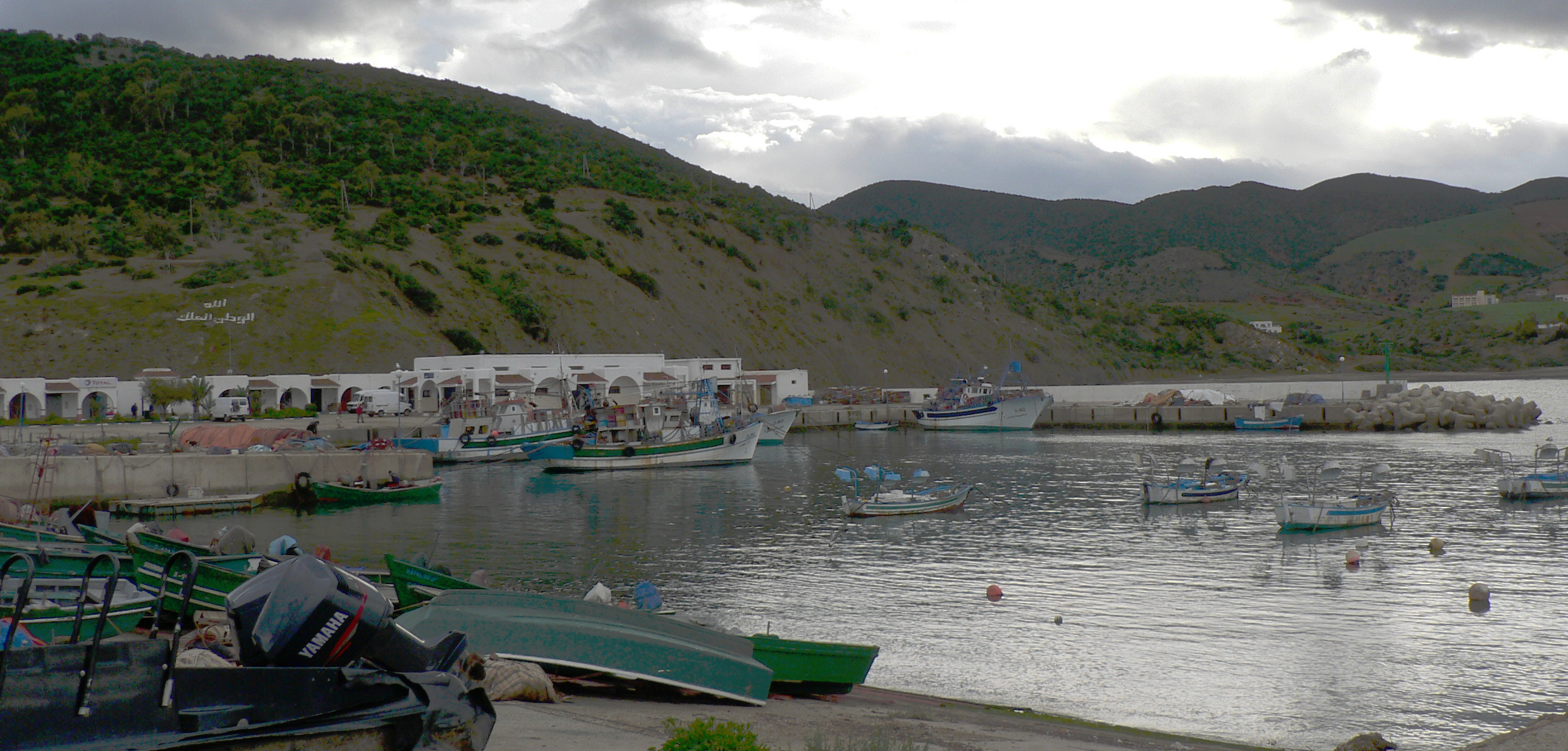
Vue sur le port de Cala Iris

Cette région a été décrétée zone touristique par excellence.
Vont bientôt voir le jour : un camping écologique et plusieurs complexes touristiques.